# Spathepteris verticillata
Spathepteris verticillata là một loài dương xỉ trong họ Anemiaceae. Loài này được L. C. Presl mô tả khoa học đầu tiên năm 1846.